# Nīvaraṇa
Les nīvaraṇa sont, dans le bouddhisme, cinq obstacles (pañca nīvaraṇa) qui sont des états mentaux entravant le développement de la sagesse (prajna) et empêchant la progression spirituelle. Ces obstacles sont décrits dans plusieurs textes canoniques, provenant notamment de l'ensemble Anguttara Nikaya. Ils sont considérés comme des souillures (kilesa) et font partie des dix entraves.

## Les obstacles
Ces cinq obstacles sont
- Le désir sensoriel (kāmacchanda)
- La colère ou malveillance (vyāpāda)
- La torpeur (thīna-middha)
- L'agitation et les remords (uddhacca-kukkucca)
- Le doute (vicikicchā)

## Commentaire
Selon les enseignements bouddhiques, ces obstacles doivent être surmontés pour atteindre l'illumination. L'Āvaraṇa sutta explique qu'un moine qui n'a pas surmonté ces cinq obstacles ne peut pas connaître son propre bien, celui des autres, ni atteindre l'état supérieur de réalisation spirituelle. En revanche, une fois ces obstacles surmontés, il devient possible d'atteindre la connaissance et la vision conduisant à la sainteté.

Dans le Saṅgāravasutta, le désir sensoriel est comparé à de l'eau mélangée à différentes couleurs. Ainsi, la malveillance, à de l'eau bouillante ; la torpeur à de l'eau couverte de mousses ; l'agitation et les remords à de l'eau agitée par le vent ; le doute à de l'eau trouble et bourbeuse. 
Supposons qu'un bol d'eau soit mélangé à un colorant tel que la laque rouge, le curcuma, l'indigo ou la garance. Même une personne à la bonne vue vérifiant dans ce bol son propre reflet ne le verrait pas.
De même, lorsque votre cœur est envahi et embourbé dans le désir sensuel (...)
Supposons un bol d'eau chauffé par le feu, bouillant et bouillonnant. Même une personne à la bonne vue vérifiant dans ce bol son propre reflet ne le verrait pas (...) 
De la même manière, lorsque votre cœur est vaincu et embourbé dans la malveillance... (...)
Supposons qu'il y ait un bol d'eau envahie par la mousse et les plantes aquatiques. Même une personne à la bonne vue vérifiant dans ce bol son propre reflet ne le verrait pas (...) 
De même, lorsque votre cœur est vaincu et englué dans la torpeur (...)
Supposons qu'un bol d'eau soit agité par le vent, qu'il soit agité, qu'il tourbillonne et qu'il ondule (...). Même une personne à la bonne vue vérifiant dans ce bol son propre reflet ne le verrait pas. (...) 
De même, lorsque votre cœur est accablé et embourbé dans l'agitation et le remords. (...)
Supposons qu'il y ait un bol d'eau trouble, trouble et boueuse, caché dans l'obscurité. Même une personne à la bonne vue vérifiant dans ce bol son propre reflet ne le verrait pas. (...) 
De la même manière, il y a un moment où votre cœur est envahi et embourbé dans le doute (...). 

## Méthode de dépassement selon leSatipatthana Sutta
Le Satipatthana Sutta (MN 10) décrit une méthode systématique pour travailler avec ces obstacles en pleine conscience. Pour chaque obstacle, le pratiquant doit développer trois niveaux de compréhension :
- Être capable de reconnaître la présence ou l'absence de l'obstacle dans l'esprit.
- Comprendre comment l'obstacle apparaît lorsqu'il n'était pas présent.
- Savoir comment abandonner l'obstacle lorsqu'il est présent et prévenir sa réapparition future.

Il y a le cas où, étant présent en lui du désir sensuel, un bhikkhu perçoit que 'Il y a du désir sensuel présent en moi.' 
Ou bien, n'étant présent en lui aucun désir sensuel, il perçoit que 'Aucun désir sensuel n'est présent en moi.' 
Il perçoit comment se produit la montée du désir sensuel non encore surgi. Et il perçoit comment se produit l'abandon du désir sensuel une fois qu'il a surgi.
Et il perçoit comment il n'y a pas d'apparition ultérieure à l'avenir du désir sensuel qui a été abandonné.
(La même formule se répète pour les obstacles restants.)
Cette approche méthodique de l'observation et de la compréhension est appliquée à chacun des cinq obstacles, constituant ainsi une pratique complète de la pleine conscience des objets mentaux (dhammānupassanā).

## Les facteurs mentaux qui contrecarrent les obstacles
La tradition Theravada identifie cinq facteurs mentaux qui contrecarrent les cinq obstacles :
- ekaggatā (concentration focalisée) contrecarre le désir sensoriel.
- pīti (ravissement, bien-être issu de la méditation) contrecarre la malveillance
- vitakka (application initiale de l'attention) contrecarre la torpeur
- vicāra (application de l'attention soutenue) contrecarre le doute
- sukha (plaisir issu de la tranquillité) contrecarre l'agitation

Selon le Sāratthappakāsinī, un commentaire de Buddhaghosa (Ve siècle) sur le Samyutta Nikaya, on peut momentanément échapper aux entraves par la suppression jhânique ou par la vision profonde, tandis que, comme l'indique également le Vimuttimagga, on éradiquerait complètement les entraves en atteignant l'un des stades de l'éveil des quatre êtres nobles.